# Пономаренко Олександр Миколайович
Олександр Миколайович Пономаренко (нар. 14.01.1950 у с. Положаї Київської області) — український науковець, академік НАН України, доктор геологічних наук, професор, академік-секретар Відділення наук про Землю НАН України, директор Інституту геохімії, мінералогії та рудоутворення ім. М. П. Семененка НАН України. Заслужений діяч науки і техніки України, лауреат Державної премії України в галузі науки і техніки.

## Життєпис
Закінчив Київський університет (1979) і з цього часу працює в Інституті геохімії, мінералогії та рудоутворення НАН України (з 2002 — завідувач відділу, з 2004 — заступник директора, з 2008 — директор).
Наукові дослідження в галузі геології та геохронологію докембрію Українського щита, застосування ізотопно-геохронологічних методів (уран-свинцевого, калій-аргонового, рубідій-стронцієвого). [Архівовано 6 січня 2018 у Wayback Machine.]

## Нагороди
- Орден князя Ярослава Мудрого V ст. (15 травня 2020) — за вагомий особистий внесок у розвиток вітчизняної науки, зміцнення науково-технічного потенціалу України, багаторічну сумлінну працю та високий професіоналізм[2]
- Заслужений діяч науки і техніки України (7 квітня 2008) — за значний особистий внесок у розвиток вітчизняної геологічної науки, розширення мінерально-сировинної бази Української держави, багаторічну плідну працю[3]
- Державна премія України в галузі науки і техніки 2014 року — за роботу «Геохімічні, петрологічні і геофізичні критерії прогнозування родовищ корисних копалин Українського щита» (у складі колективу)[4]

## Інтернет-ресурси
- Пономаренко Олександр Миколайович на сайті НАНУ

| українська персоналія | Це незавершена стаття про особу, що має стосунок до України. Ви можете допомогти проєкту, виправивши або дописавши її. |